# Attique de Constantinople
Attique de Constantinople est patriarche de Constantinople de mars 406 au 10 octobre 425. Saint chrétien orthodoxe, il est fêté le 8 janvier.

## Biographie
Né à Sébaste (Arménie Mineure), il embrasse très tôt la vie monastique et reçoit son éducation d'un moine macédonien de cette région. Il monte ensuite à Constantinople où il est ordonné prêtre. Il s'oppose à Jean Chrysostome et est même, d'après Pallade (ch. XI), le principal artisan de la cabale contre lui, ou du moins de l'exécution de la sentence d'expulsion prise au synode du Chêne, dont il est l'organisateur principal. Le successeur immédiat de Chrysostome, Arsace, meurt un an plus tard en 405, et il prend sa succession après quatre mois d'intrigues.
Avec les deux autres patriarches importants pour l'Orient, Théophile d'Alexandrie et Porphyre d'Antioche, il fait prendre des mesures sévères contre ceux qui ne reconnaissent pas son autorité. Comme un grand nombre d'évêques continuent à reconnaître Chrysostome comme évêque de Constantinople, beaucoup de chrétiens, même simples prêtres et laïcs, sont contraints à l'exil, et ceux qui, par souci de pacification, sont revenus sur leur soutien, doivent quitter leur siège pour des diocèses inhospitaliers dans la région de Thrace,,.
À la mort de Chrysostome le 14 septembre 407, une grande proportion des habitants de la capitale byzantine refusent toujours de reconnaître Attique et tiennent leurs assemblées, plus nombreuses que celles des églises, en plein air dans les faubourgs de la ville, et cela jusqu'à ce qu'ils obtiennent que le nom de Jean Chrysostome soit inscrit dans les diptyques. Il accepte et convainc également Cyrille d'Alexandrie de le faire à Alexandrie.
Durant son épiscopat, il fait en sorte d'étendre la juridiction de son Église sur des régions comme l'Illyrie. Ceci provoque l'ire du pape Boniface Ier et d'Honorius, empereur d'Occident, si bien que le décret de Théodose II, sur ce point, n'est pas suivi d'effet, encore qu'il ait obtenu l'élection d'au moins un évêque de la région, Silvanos, à Philippopolis. Il fait de même pour la ville de Nicée de Bithynie, en 425, un an avant sa mort.

## Enseignements
Attique a également poursuivi les courants hétérodoxes, comme les messaliens, en demandant à Amphiloque d'Iconium et aux évêques de Pamphylie de les chasser ); également les pélagiens, à tel point que le pape Célestin Ier, malgré sa responsabilité dans le synode du Chêne, le qualifie de « successeur véritable de saint Chrysostome ». Ses écrits ont été cités comme ceux d'un docteur orthodoxe par les conciles d'Éphèse et de Chalcédoine.
Attique est toutefois davantage un homme d'action qu'un auteur littéraire. Du peu qu'il écrivit, il ne subsiste que quelques titres, comme un Traité sur la virginité, adressé aux filles de Théodose Ier, que l'on cita plus tard contre l'un de ses successeurs, Nestorius.
Socrate le Scolastique, qui est un témoin partial, lui attribue une nature avenante qui lui obtenait beaucoup d'affection. Ses amis appréciaient sa compagnie tandis que, envers ses adversaires, après les avoir repris avec grande sévérité, il se montrait conciliant s'ils se soumettaient,.
- CPG 5650-5660.

## Vénération
Il a laissé le souvenir d'un homme de charité et de piété, ce pour quoi il est vénéré par l'Église orthodoxe, qui observe sa fête le 8 janvier.

## Liens
- Notices dans des dictionnaires ou encyclopédies généralistes :   - Deutsche Biographie
  - Treccani
- Notices d'autorité :   - VIAF
  - GND
  - NUKAT